# 甲申風災
甲申風災（英語：1944 Macau Typhoon）是1944年太平洋颱風季的一個熱帶氣旋，亦是1940年代4個正面吹襲澳門的其中一個颱風。

## 影響

### 日佔香港
當地懸掛之最高熱帶氣旋警告信號：  二號風球（即為烈風或以上風速）
7月22日凌晨，受颱風影響，香港開始下雨並伴隨狂風，香港天文台、港務局懸掛二號風球，為1943年10月20日簡化風球制度後的首次懸掛。二號風球懸掛後，來往中區至香取、大角及青山的3條渡海小輪線於早上開始停航，直至二號風球除下為止。陸上交通方面，只有載客單車及人力車冒風雨照常行駛。維港兩岸一帶商戶緊閉門窗，行人疏落，市面冷清，多處商店招牌倒下。上午8時許，中環琼山碼頭附近發現一具浮屍，疑為沉艇所溺斃者，及後被大浪捲走。中住吉通海傍其中一間商店門窗被吹毀，水城區第一街及中區嘉咸街各有一座空置樓房倒塌，無造成傷亡。山下地區長官於上午偕同政務主任在風雨下出巡市面，對市民防範颱風作出指示。中午時份，風雨減弱，港務局遂於下午除下二號風球。原定晚上8時由香港開往廣東省的「港島丸」輪因風勢仍猛烈而需延遲一日開出。物價則因颱風導致來貨甚少而被大幅提高，米價由7月21日的每斤7.2港元漲至22日最高8元，番薯則由風暴前夕的$2.9一斤升至3元多，魚菜亦供應緊張並調高售價。

### 葡屬澳門
- 當地懸掛之最高熱帶氣旋信號：  十號風球
- 最接近當地位置：澳门以南10里（即約20公里）

7月20日上午11時，澳門氣象部門得悉南中國海北部氣壓甚低，有熱帶氣旋出現，立即命令大炮台、港務局及東望洋燈塔懸掛一號風球。7月21日下午，澳門市面天氣轉壞並下大雨，晚上7時許改亮五號風燈，預警可能吹西北烈風，市面開始橫風橫雨，來往澳門半島與氹仔之間的渡海小輪停駛，船隻紛駛入內港避風塘避風。7月22日凌晨2時許，市面風勢增劇，當局改亮九號風燈，港務救護小輪冒險駛出外港一帶巡邏以備一旦船隻遇事能即時救援。22日早上7時許，颱風有正面吹襲澳門之勢，氣象部門遂於8時半下令卸除九號風球並改懸3年來首次十號風球，大炮台隨即鳴風炮3響，預警颶風抵步。澳门整日狂風暴雨，尤以外港一帶最受威脅，惟因颱風只快速掠過澳門以南海域而並未橫過澳门，整體損失不大。海上有無人小艇沉沒，新口岸泳場被吹塌，南灣良友球場被吹毀，多間房屋天台之曬衣竹架及商戶招牌均被風吹走，青洲大馬路數株小樹被吹倒。沙梨頭一帶船廠倒塌，貨物損失不少，幸無傷亡。施拿地馬路、新馬路、泗𠵼街、沙欄仔街、渡船街及新橋區被水淹浸，其中沙欄仔、泗𠵼及渡船街積水逾呎。連勝馬路有多間舊屋倒塌，壓傷一名警員。7月22日中午時份，風勢減弱並轉吹南風，12時50分大炮台鳴炮2響表示颶風威脅解除及改掛較低之六號風球，晚上7時再改亮一號風燈，午夜前除下所有風球。

#### 風速數據
以下是現時地球物理暨氣象局所提供的當時（1944年7月20日－23日）數據：
| 日期    | 時間 | 風向     | 風速 （公里／小時） | 海平面氣壓 （百帕斯卡） | 當日雨量 （毫米） |
| ------- | ---- | -------- | ------------------- | ----------------------- | ----------------- |
| 7月20日 | 9時  | 東北偏北 | 10                  | 999.6                   | 1.0               |
| 7月20日 | 15時 | 東       | 7                   | 999.6                   | 1.0               |
| 7月20日 | 21時 | 北       | 20                  | 999.6                   | 1.0               |
| 7月21日 | 9時  | 北       | 10                  | 997.6                   | 23.4              |
| 7月21日 | 15時 | 東北     | 26                  | 997.6                   | 23.4              |
| 7月21日 | 21時 | 北       | 14                  | 997.6                   | 23.4              |
| 7月22日 | 9時  | 東南     | 50                  | 998.0                   | 47.8              |
| 7月22日 | 15時 | 東南     | 40                  | 998.0                   | 47.8              |
| 7月22日 | 21時 | 東南     | 23                  | 998.0                   | 47.8              |
| 7月23日 | 9時  | 東南     | 12                  | 1003.0                  | 22.6              |
| 7月23日 | 15時 | 東南偏東 | 5                   | 1003.0                  | 22.6              |
| 7月23日 | 21時 | 東南偏東 | 5                   | 1003.0                  | 22.6              |

#### 潮汐數據
在海軍軍務廳編《Meio Hídrico de Macau（澳門水域環境）》1983年，記載有關1944年7月22日受颱風影響，澳門錄得最高潮位3.50米。

## 熱帶氣旋警告使用紀錄

### 葡屬澳門
| 葡萄牙海軍 熱帶氣旋信號 | 葡萄牙海軍 熱帶氣旋信號 | 葡萄牙海軍 熱帶氣旋信號 |
| ----------------------- | ----------------------- | ----------------------- |
| 上一熱帶氣旋            | 九號風球                | 下一熱帶氣旋            |
| 1942年10月颱風          | 九號風球                | 未命名颱風              |
| 1941年6-7月颱風         | 十號風球                | 1946年9月颱風           |

## 備註
1. ↑  從當日早上9時至翌日早上9時。